# ایمن الالفی
ایمن الالفی (انگلیسی: Ayman El-Alfy؛ زادهٔ ۲۷ سپتامبر ۱۹۷۴) بازیکن هندبال اهل مصر بود.